# Marijan Smode
Marijan Smode, slovenski kantavtor, * 19. oktober 1960, Sv. Danijel.
Zaslovel je z skladbo "Mrtva reka" (1978, studijski posnetek 1981). Njegov največji hit "Jožica" se nahaja na albumu Jožica, kje si bla iz leta 1986, ki je z 127,000 izvodi absolutno najbolje prodajan album vseh časov v Sloveniji. Med letoma 1981 in 1986 je zabeležil še več drugih uspešnic, med njimi so Jaz in moja dama (1981), Ne odhajaj še, Belinda, Cajt ženitve, Še pomahal ni z roko (1982), Adrijana, v tvojih očeh (1983), Marina in Ker nisva vedela (1984) in Micka (1985). Leta 1982 je njegova pesem Še pomahal ni z roko dobila prvo nagrado občinstva na festivalu Pop 82 (Slovenska popevka), leta 1983 pa je s pesmijo Adrijana, v tvojih očeh sodeloval na jugoslovanskem izboru za pesem Evrovizije. Med 1981 in 1989 je snemal za založbo ZKP RTV Ljubljana, med 1990 in1993 za Helidon, nato je izdajal plošče pri lastni založbi Korodisc. 

## Zasebno življenje
Živi na Koroškem. Je ločen, oče dveh sinov in ene hčere.

## Diskografija

### Albumi
- To je moja pesem (1982)
- Slovenski muzikant (1983)
- Mrtva reka (1984)
- Zapoj ljudem (1985)
- Marijanova najlepša dekleta (1985)
- Jožica, kje si bla (1986)
- Zapoj še pesem zame, stari muzikant (1987)
- Svat (1988)
- Zelenite, polja zelena (1989)
- Čikita (1990)
- Pozdravite našo deželo (Petra Bizjak & Marijan Smode) (1991)
- Lipe zelene mi cveto (Marijana) (1992)
- V kotu med gorami (1995)
- Kapljica (2012)

### Singli
- Jaz in moja dama / Mrtva reka (1981)
- Cajt ženitve / Buogo, al gre pa lie (1982)
- Še pomahal ni z roko / Cajt ženitve (1982)
- Adrijana, v tvojih očeh  / Ako jednom ostanem bez tebe (1983)
- Marina / Ker nisva vedela (1984)